# Wake Up (album BTS)
WAKE UP – pierwszy japoński album studyjny południowokoreańskiej grupy BTS, wydany 24 grudnia 2014 roku. Osiągnął 3 pozycję w rankingu Oricon i pozostawał na liście przez 13 tygodni, sprzedał się w nakładzie 26 486 egzemplarzy. Album został wydany w trzech edycjach: regularnej i dwóch limitowanych (CD＋DVD). Płytę promowały single NO MORE DREAM, BOY IN LUV i Danger.

## Lista utworów
| CD                        |                                                                         |                                                                         |                                                                         |      |
| Nr                        | Tytuł                                                                   | Słowa i kompozycja                                                      | Produkcja                                                               | Czas |
| 1.                        | "INTRO"                                                                 | Shingo Suzuki                                                           | Shingo Suzuki                                                           | 1:15 |
| 2.                        | "THE STARS"                                                             | KM-MARKIT, Rap Monster, Suga, J-Hope, Pdogg                             | KM-MARKIT                                                               | 4:16 |
| 3.                        | "JUMP" (Japanese Ver.)                                                  | SUGA, Pdogg, Supreme Boi, Rap Monster, J-Hope                           | Suga, Pdogg, Supreme Boi                                                | 3:56 |
| 4.                        | "Danger" (Japanese Ver.)                                                | Pdogg, Thanh Bui, Rap Monster, Suga, J-Hope, KM-MARKIT                  | Pdogg                                                                   | 4:05 |
| 5.                        | "BOY IN LUV" (Japanese Ver.)                                            | Pdogg, "Hitman" Bang, Rap Monster, Suga, Supreme Boi, KM-MARKIT         | Pdogg                                                                   | 3:50 |
| 6.                        | "JUST ONE DAY" (Japanese Ver. Extended)                                 | Pdogg, Rap Monster, Suga, J-Hope, yasu2000                              | Pdogg                                                                   | 5:34 |
| 7.                        | "Ii ne!" (jap. いいね!)                                                 | Slow Rabbit, Rap Monster, Suga, J-Hope                                  | Slow Rabbit                                                             | 3:51 |
| 8.                        | "Ii ne! Pt.2 ~Ano basho de~" (jap. いいね！Pt.2～あの場所で～)          | Slow Rabbit, Rap Monster, Suga, J-Hope                                  | Slow Rabbit, Pdogg                                                      | 3:56 |
| 9.                        | "NO MORE DREAM" (Japanese Ver.)                                         | Pdogg, "Hitman" Bang, Rap Monster, Suga, J-hope, Supreme Boi, Jung Kook | Pdogg                                                                   | 3:42 |
| 10.                       | "Shingeki no bōdan" (jap. 進撃の防弾)                                   | Pdogg, Rap Monster, Suga, J-hope                                        | Pdogg                                                                   | 4:07 |
| 11.                       | "N.O" (Japanese Ver.)                                                   | Pdogg, "Hitman" Bang, Rap Monster, Suga, J-Hope, Supreme Boi            | Pdogg                                                                   | 3:30 |
| 12.                       | "WAKE UP"                                                               | Swing-O, Rap Monster, Suga, J-Hope, KM-MARKIT                           | Swing-O                                                                 | 3:52 |
| 13.                       | "OUTRO"                                                                 | Shingo Suzuki, Rap Monster                                              | Shingo Suzuki                                                           | 1:36 |
| DVD (limitowana edycja A) |                                                                         |                                                                         |                                                                         |      |
| Nr                        | Tytuł                                                                   | Tytuł                                                                   | Tytuł                                                                   | Czas |
| 1.                        | "Bangtan Boys Japan Official Fan Meeting Vol.1 at TOKYO DOME CITY HALL" | "Bangtan Boys Japan Official Fan Meeting Vol.1 at TOKYO DOME CITY HALL" | "Bangtan Boys Japan Official Fan Meeting Vol.1 at TOKYO DOME CITY HALL" |      |
| DVD (limitowana edycja B) |                                                                         |                                                                         |                                                                         |      |
| Nr                        | Tytuł                                                                   | Tytuł                                                                   | Tytuł                                                                   | Czas |
| 1.                        | "NO MORE DREAM -Japanese Ver.-"                                         | "NO MORE DREAM -Japanese Ver.-"                                         | "NO MORE DREAM -Japanese Ver.-"                                         |      |
| 2.                        | "BOY IN LUV -Japanese Ver.-"                                            | "BOY IN LUV -Japanese Ver.-"                                            | "BOY IN LUV -Japanese Ver.-"                                            |      |
| 3.                        | "Danger -Japanese Ver.-"                                                | "Danger -Japanese Ver.-"                                                | "Danger -Japanese Ver.-"                                                |      |
| 4.                        | "Danger -Japanese Ver.- Dance Edit"                                     | "Danger -Japanese Ver.- Dance Edit"                                     | "Danger -Japanese Ver.- Dance Edit"                                     |      |

## Notowania
| Lista                     | Najwyższa pozycja |
| ------------------------- | ----------------- |
| Oricon Daily Album Chart  | 2                 |
| Oricon Weekly Album Chart | 3                 |